# Macwahoc Plantation
Macwahoc Plantation es una plantación ubicada en el condado de Aroostook en el estado estadounidense de Maine. En el Censo de 2010 tenía una población de 79 habitantes y una densidad poblacional de 1,03 personas por km².

## Geografía
Macwahoc Plantation se encuentra ubicada en las coordenadas 45°37′58″N 68°14′24″O / 45.63278, -68.24000. Según la Oficina del Censo de los Estados Unidos, Macwahoc Plantation tiene una superficie total de 76.67 km², de la cual 76.25 km² corresponden a tierra firme y (0.55%) 0.42 km² es agua.

## Demografía
Según el censo de 2010, había 79 personas residiendo en Macwahoc Plantation. La densidad de población era de 1,03 hab./km². De los 79 habitantes, Macwahoc Plantation estaba compuesto por el 100% blancos, el 0% eran afroamericanos, el 0% eran amerindios, el 0% eran asiáticos, el 0% eran isleños del Pacífico, el 0% eran de otras razas y el 0% pertenecían a dos o más razas. Del total de la población el 1.27% eran hispanos o latinos de cualquier raza.